# دی‌لایت
دِی‌لایت(Daylight) یک بازی ویدئویی در سبک ترس و بقا توسعه یافته توسط استودیو زامبی و منتشر شده توسط شرکت Atlus است؛ این بازی برای پلتفرم‌های مایکروسافت ویندوز و پلی‌استیشن 4 عرضه شده. این اولین بازی طراحی شده توسط موتور آنریل ۴ است.

## گیم‌پلی
در ابتدای کار دی‌لایت با نمایش راهروهای تاریک و تو در توی بیمارستان، خط و نشان پرمعنایی برای مخاطب می‌کشد و خود را خیلی جدی و مصمم برای ترساندن نشان می‌دهد. طراحی محیط و اتمسفر بازی نه فضا سازی مُرده و ماشینی دارد و نه جو مخوف و ناامن. دی‌لایت به آهستگی سعی دارد یک بازتاب انفعالی از اوت‌لست باشد که استرس و ترس را در کالبد و بطن بازی هاشور بزند. جدا از تمام این شرح و بسط‌ها اتمسفر و جو بازی در حد مطلوبی است و در القای حس ترس و ناامنی به خوبی به وظیفه خود عمل می‌کند. نکتهٔ قابل تحسین این است که، دی‌لایت در ترساندن مخاطب عجله‌ای به خرج نمی‌دهد، و به خوبی مخاطب را در نیمهٔ ابتدای بازی در تعلیقی همراه با اضطراب و استرس فرو می‌برد و هر از چند گاهی ریختن وسیله‌ای بر روی زمین و یا فعالیتی مشکوک باعث خنده‌های عصبی مخاطب می‌شود. گیم‌پلی دی‌لایت، مانند سایر آثار متعلق به این ژانر مبتنی بر فرار کردن و رویارویی‌های دست خالی است. کلید گریختن از مرحله‌ای و رفتن به مرحله بعد، در همان جمع آوری اسناد و مدارک است که در واقع ارجاعات اصلی سازنده به ترساندن مخاطب هم، در گرو همین تلاش برای جمع آوری هاست. پیدا کردن این مدارک و دست نوشته‌ها نیز کار چندان سختی نیست و با یک بار جستجو در محیط به راحتی همه آن‌ها را پیدا می‌کنید. این گیم‌پلی خشک و خطی با داستانی گنگ و لال به شدّت طالب چند معمای جانانه برای تنوع و فرار از بدقلقی بازی بود. امّا معماها در دی‌لایت فقط معطوف به جابجایی چند جعبه و پریدن بر روی آن‌ها می‌شود.

## داستان بازی
داستان بازی دربارهٔ زنی به نام سارا است که در یک بیمارستان متروکه بدون هیچ اطلاعاتی از گذشته یا حتی نحوه ورودش به بیمارستان به هوش می‌آید. صدای مرموزی به او می گوید باید اسرار بیمارستان را پیدا کند. در ابتدای بازی یک تلفن همراه که نقشه او هم هست و برای برقراری تماس فرد ناشناس از بیرون نیز می‌باشد در اختیارش قرار می‌گیرد، او باید بیمارستان خالی از سکنه و گذشته مجرمانه خود را برای فرار از آنجا کشف کند.
همانطور که سارا به بررسی بیمارستان و و زندان‌های مجاور آن می‌کند او می‌فهمد که در گذشته دوازده جادوگر اعدام شدند. او در ادامه با جمع کردن تمام سرنخ‌ها درمی‌یابد که جادوگر سیزدهمی هم بوده که اعدام نشد و سارا یکی از نوادگان آن جادوگر است.